# Marco De Luigi
Marco De Luigi (ur. 21 marca 1978 w San Marino) – sanmaryński piłkarz występujący na pozycji napastnika, reprezentant San Marino w latach 1999–2007.

## Kariera klubowa
Grę w piłkę nożną na poziomie seniorskim rozpoczął w 1998 roku w AC San Marino. W 2000 roku był graczem włoskiego zespołu AC Bellaria Igea Marina. W dalszej kolejności reprezentował kluby grające w Campionato Sammarinese oraz niższych ligach włoskich. W sezonie 2005/06 zdobył z SS Murata mistrzostwo San Marino. W sezonie 2008/09 jako zawodnik AC Juvenes/Dogana wywalczył Puchar San Marino. W 2015 roku zakończył karierę zawodniczą.

## Kariera reprezentacyjna
8 września 1999 zadebiutował w reprezentacji San Marino w przegranym 0:8 meczu z Izraelem. W latach 1999–2007 zaliczył w drużynie narodowej 18 spotkań, nie zdobył żadnej bramki.

## Sukcesy
SS Murata
- mistrzostwo San Marino: 2005/06

AC Juvenes/Dogana
- Puchar San Marino: 2008/09